# Дискография G-Dragon
Южнокорейский певец, автор песен, рэпер и продюсер G-Dragon начал свою карьеру в составе южнокорейского бой-бэнда Big Bang. Его дискография как сольного исполнителя началась в 2009 году и включает в себя три студийных альбома, два мини-альбома, один совместный альбом, четыре концертных альбома и несколько других синглов.
В 2009 году G-Dragon выпустил свой дебютный студийный альбом Heartbreaker. Он был продан тиражом более 300 000 копий и стал альбомом года на Mnet Asian Music Awards в 2009 году. Второй сингл «Breathe» попал в топ-20, в то время как другие его песни — «The Leaders», «A Boy», «Hello» и «She’s Gone» — заняли первые места в различных чартах после выпуска. В ноябре 2010 года YG Entertainment анонсировали совместный альбом G-Dragon и T.O.P. Для продвижения своего альбома дуэт выпустил три сингла: «High High», «Oh Yeah» и «Knock Out» (корейский: 뻑이가요; Ppeogigayo). Альбом дебютировал под номером один в чарте альбомов Gaon.
Через три года после своего дебютного альбома G-Dragon выпустил свой первый мини-альбом One of a Kind в сентябре 2012 года. Альбом был положительно воспринят, возглавив чарт Billboard World Albums и войдя в чарт Billboard 200 под номером 161. По состоянию на конец 2012 года альбом был продан тиражом более 200 000 копий, что сделало его самым продаваемым альбомом корейского солиста с момента выпуска его первого альбома Heartbreaker в 2009 году. Мини-альбом получил награду «Запись года» на Сеульском фестивале музыкальных премий 2013 года. Его второй альбом Coup d'Etat был выпущен в сентябре 2013 года. Шесть треков из Coup d'Etat попали в топ-10 цифрового чарта Gaon с песней «Who You?» (корейский: 니가 뭔데; Niga Mwonde), которая возглавила его. Альбом вошел в Billboard 200, что сделало G-Dragon первым корейским коллективом, который попал в чарт несколько раз. Успех Coup d'Etat привел к тому, что G-Dragon стал Артистом года на Mnet Asian Music Awards в 2013 году.
После четырехлетнего перерыва в качестве сольного исполнителя G-Dragon выпустил свой второй мини-альбом Kwon Ji Yong в июне 2017 года, включающий в себя сингл номер один, «Untitled, 2014». Другие песни с альбома, «Super Star» и «Bullshit», заняли 4-е и 6-е места в чартах соответственно. Мини-альбом превысил миллион копий, проданных на QQ Music, крупнейшем музыкальном онлайн-сервисе в Китае, за шесть дней, самый короткий срок для любого альбома. В Соединенных Штатах Kwon Ji Yong стал самым продаваемым альбомом G-Dragon и первым корейским альбомом солиста, который провел несколько недель на вершине чарта Billboard World Albums.

## Альбомы

### Студийные альбомы
| Название                                                                              | Детали | Высшие позиции в чартах | Высшие позиции в чартах | Высшие позиции в чартах | Высшие позиции в чартах | Высшие позиции в чартах | Продажи                                |
| Название                                                                              | Детали | KOR                     | JPN                     | US                      | US Heat                 | US World                | Продажи                                |
| ------------------------------------------------------------------------------------- | --- | ----------------------- | ----------------------- | ----------------------- | ----------------------- | ----------------------- | -------------------------------------- |
| Heartbreaker                                                                          | - Релиз: 18 августа 2009 года - Лейбл: YG Entertainment - Формат: CD, цифровая дистрибуция                | 7                       | 11                      | —                       | —                       | —                       | - KOR: 309,343                         |
| Coup d'Etat                                                                           | - Релиз: 13 сентября 2013 года - Лейбл: YG Entertainment, KT Music - Format: CD, цифровая дистрибуция, LP | 1                       | —                       | 182                     | 3                       | 1                       | - KOR: 204,758 - US: 4,000 - LP: 8,888 |
| Übermensch                                                                            | - Релиз: 25 февраля 2025 года - Лейбл: GALAXY Corp - Формат: CD, цифровой, стриминговый                   | 1                       |                         |                         |                         |                         |                                        |
| «-» обозначает релизы, которые не попали в чарты или не были выпущены в этом регионе. | |                         |                         |                         |                         |                         |                                        |

#### Совместные альбомы
| Название           | Детали                                                                                      | Высшие позиции в чартах | Высшие позиции в чартах | Высшие позиции в чартах | Продажи        |
| Название           | Детали                                                                                      | KOR                     | JPN                     | TW                      | Продажи        |
| Корейские          | Корейские                                                                                   | Корейские               | Корейские               | Корейские               | Корейские      |
| ------------------ | ------------------------------------------------------------------------------------------- | ----------------------- | ----------------------- | ----------------------- | -------------- |
| GD & TOP (с T.O.P) | - Релиз: 24 сентября 2010 года - Лейбл: YG Entertainment - Формат: CD, цифровая дистрибуция | 1                       | 8                       | 10                      | - KOR: 204,249 |

### Сборники
| Название                                     | Детали                                                                        | Высшие позиции в чартах | Продажи        |
| Название                                     | Детали                                                                        | JPN                     | Продажи        |
| -------------------------------------------- | ----------------------------------------------------------------------------- | ----------------------- | -------------- |
| Coup d'Etat [+ One of a Kind & Heartbreaker] | - Релиз: 27 ноября 2013 года - Лейбл: YGEX - Формат: CD, цифровая дистрибуция | 2                       | - JPN: 110,860 |

### Концертные альбомы
| Название                                                                              | Детали                                                                                     | Высшие позиции в чартах | Высшие позиции в чартах | Продажи       |
| Название                                                                              | Детали                                                                                     | KOR                     | TW                      | Продажи       |
| ------------------------------------------------------------------------------------- | ------------------------------------------------------------------------------------------ | ----------------------- | ----------------------- | ------------- |
| Shine a Light                                                                         | - Релиз: 3 марта 2010 года - Лейбл: YG Entertainment - Формат: CD, цифровая дистрибуция    | 1                       | 5                       | - KOR: 50,449 |
| 1st World Tour Commemorative Vinyl LP – One of a Kind                                 | - Релиз: 8 августа 2013 года - Лейбл: YG Entertainment - Формат: LP                        | 12                      | —                       | н/д           |
| 2013 G-Dragon World Tour Live CD [One of a Kind in Seoul]                             | - Релиз: 3 сентябоя 2013 года - Лейбл: YG Entertainment - Формат: CD, цифровая дистрибуция | 2                       | —                       | - KOR: 21,359 |
| 2013 G-Dragon 1st World Tour [One of a Kind] The Final                                | - Релиз: 22 ноября 2013 года - Лейбл: YG Entertainment - Формат: CD, цифровая дистрибуция  | —                       | —                       | н/д           |
| «-» обозначает релизы, которые не попали в чарты или не были выпущены в этом регионе. |                                                                                            |                         |                         |               |

## Мини-альбомы
| Название                                                                              | Детали                                                                                                | Высшие позиции в чартах | Высшие позиции в чартах | Высшие позиции в чартах | Высшие позиции в чартах | Высшие позиции в чартах | Высшие позиции в чартах | Высшие позиции в чартах | Продажи                      |
| Название                                                                              | Детали                                                                                                | KOR                     | CAN                     | JPN                     | NZ                      | US                      | US Heat                 | US World                | Продажи                      |
| Корейские                                                                             | Корейские                                                                                             | Корейские               | Корейские               | Корейские               | Корейские               | Корейские               | Корейские               | Корейские               | Корейские                    |
| ------------------------------------------------------------------------------------- | --- | ----------------------- | ----------------------- | ----------------------- | ----------------------- | ----------------------- | ----------------------- | ----------------------- | ---------------------------- |
| One of a Kind                                                                         | - Релиз: 15 сентября 2012 года - Лейбл: YG Entertainment - Формат: CD, цифровая дистрибуция           | 1                       | —                       | 12                      | —                       | 161                     | 6                       | 1                       | - KOR: 265,361 - JPN: 39,619 |
| Kwon Ji Yong                                                                          | - Релиз: 8 июня 2017 года - Лейбл: YG Entertainment, KT Music - Формат: USB, CD, цифровая дистрибуция | 51                      | 52                      | 3                       | 39                      | 192                     | 1                       | 1                       | - JPN: 64,829 - US: 7,000    |
| «-» обозначает релизы, которые не попали в чарты или не были выпущены в этом регионе. | |                         |                         |                         |                         |                         |                         |                         |                              |

## Синглы

### Как ведущий исполнитель
| Название | Год  | Высшие позиции в чартах | Высшие позиции в чартах | Высшие позиции в чартах | Высшие позиции в чартах | Продажи          | Альбом        |
| Название | Год  | KOR                     | KOR Hot                 | JPN Hot                 | US World                | Продажи          | Альбом        |
| --- | ---- | ----------------------- | ----------------------- | ----------------------- | ----------------------- | ---------------- | ------------- |
| «This Love» | 2006 | N/A                     | N/A                     | —                       | —                       | - KOR: 11,000    | Bigbang Vol.1 |
| "Heartbreaker» | 2009 | N/A                     | N/A                     | —                       | —                       |                  | Heartbreaker  |
| «Breathe» | 2009 | N/A                     | N/A                     | —                       | —                       |                  | Heartbreaker  |
| «A Boy» | 2009 | N/A                     | N/A                     | —                       | —                       |                  | Heartbreaker  |
| «Butterfly» (при участии Чин Чона) | 2009 | N/A                     | N/A                     | —                       | —                       |                  | Heartbreaker  |
| «Heartbreaker» (Ремикс) (при участии Flo Rida)                                                                                           | 2010 | 8                       | N/A                     | —                       | —                       |                  | Shine a Light |
| «One of a Kind» | 2012 | 9                       | 14                      | —                       | 7                       | - KOR: 778,000   | One of a Kind |
| «That XX» | 2012 | 1                       | 2                       | —                       | —                       | - KOR: 1,906,000 | One of a Kind |
| «Crayon» | 2012 | 3                       | 4                       | —                       | 5                       | - KOR: 1,955,000 | One of a Kind |
| «MichiGO» | 2013 | 17                      | 17                      | —                       | 8                       | - KOR: 288,000   | Coup d'Etat   |
| «Coup d'Etat» (при участии Diplo и Baauer)                                                                                               | 2013 | 5                       | 15                      | —                       | 4                       | - KOR: 453,000   | Coup d'Etat   |
| «Crooked» | 2013 | 3                       | 2                       | —                       | 5                       | - KOR: 1,814,000 | Coup d'Etat   |
| «Who You?» | 2013 | 1                       | 4                       | —                       | 6                       | - KOR: 1,145,000 | Coup d'Etat   |
| «Untitled, 2014» | 2017 | 1                       | 3                       | 57                      | 4                       | - KOR: 2,500,000 | Kwon Ji Yong  |
| «Power» | 2024 |                         |                         |                         |                         |                  | Übermensch    |
| «Too bad» (при участии Anderson.Paak) | 2025 |                         |                         |                         |                         |                  | Übermensch    |
| «Drama» | 2025 |                         |                         |                         |                         |                  | Übermensch    |
| «-» обозначает релизы, которые не попали в чарты или не были выпущены в этом регионе.«*» означает, что чарта в то время не существовало. |      |                         |                         |                         |                         |                  |               |

### Совместные
| Название                                                  | Год  | Высшие позиции в чартах | Высшие позиции в чартах | Высшие позиции в чартах | Sales                        | Альбом                                              |
| Название                                                  | Год  | KOR                     | FIN Dig.                | US World                | Sales                        | Альбом                                              |
| --------------------------------------------------------- | ---- | ----------------------- | ----------------------- | ----------------------- | ---------------------------- | --------------------------------------------------- |
| "High High" (с T.O.P)                                     | 2010 | 3                       | —                       | —                       | - KOR: 1,390,163             | GD & TOP                                            |
| "Oh Yeah" (с T.O.P при участии Park Bom)                  | 2010 | 2                       | —                       | —                       | - KOR: 1,380,732             | GD & TOP                                            |
| "Knock Out" (с T.O.P)                                     | 2010 | 5                       | —                       | —                       | - KOR: 775,180               | GD & TOP                                            |
| "Having an Affair" (바람났어) (с Паком Мён Су и Park Bom) | 2011 | 1                       | —                       | —                       | - KOR: 3,660,769             | Infinite Challenge Westcoast Highway Music Festival |
| "Going To Try" (с Чоном Хён Доном)                        | 2013 | 2                       | —                       | —                       | - KOR: 880,053               | Infinite Challenge Free Highway Music Festival      |
| "Good Boy" (с Тхэяном)                                    | 2014 | 5                       | —                       | 1                       | - KOR: 1,260,683 - US: 5,000 | Сингл вне альбома                                   |
| "Mapsosa" (с Тэяном и Хваном Кван Хи)                     | 2015 | 2                       | —                       | 10                      | - KOR: 1,302,380             | Сингл вне альбома                                   |
| "Zutter" (с T.O.P)                                        | 2015 | 2                       | 30                      | 2                       | - KOR: 1,015,028 - US: 6,000 | Made                                                |

### Как приглашённый артист
| Название | Год  | Высшие позиции | Высшие позиции | Высшие позиции | Продажи          | Альбом                            |
| Название | Год  | KOR            | JPN            | US World       | Продажи          | Альбом                            |
| --- | ---- | -------------- | -------------- | -------------- | ---------------- | --------------------------------- |
| "Storm" (Perry при участии G-Dragon, Sean & Masta Wu)                                                                                    | 2001 | N/A            | —              | —              | н/д              | Perry by Storm                    |
| "Magic Eye" (Wheesung при участии G-Dragon)                                                                                              | 2002 | N/A            | —              | —              | н/д              | Like A Movie                      |
| "Intro" (Se7en при участии G-Dragon и Perry)                                                                                             | 2003 | N/A            | —              | —              | н/д              | Just Listen                       |
| "Can You Feel Me" (Se7en featuring G-Dragon)                                                                                             | 2006 | N/A            | —              | —              | н/д              | Se7ultion                         |
| "Anystar" (Park Bom при участии G-Dragon и Gummy)                                                                                        | 2006 | N/A            | —              | —              | н/д              | Non-album single                  |
| "Super Fly" (Lexy при участии G-Dragon, T.O.P & Тхэяна)                                                                                  | 2007 | N/A            | —              | —              | н/д              | Rush                              |
| "So in Love Pt.2" (Kim Jo-han при участии G-Dragon)                                                                                      | 2007 | N/A            | —              | —              | н/д              | Soul Family with Johan            |
| "Intro – Work it Now" (Gummy при участии G-Dragon)                                                                                       | 2008 | N/A            | —              | —              | н/д              | Comfort                           |
| "Party" (Ом Чон Хва при участии G-Dragon)                                                                                                | 2008 | N/A            | —              | —              | н/д              | D.I.S.C.O                         |
| "D.I.S.C.O Pt.2" (Uhm Jung-hwa при участии G-Dragon)                                                                                     | 2008 | N/A            | —              | —              | н/д              | D.I.S.C.O Part 2                  |
| "What" (YMGA при участии G-Dragon, Teddy, Kush, Perry и CL)                                                                              | 2008 | N/A            | —              | —              | н/д              | Made In R.O.K                     |
| "Strong Baby" (Сынни при участии G-Dragon)                                                                                               | 2009 | N/A            | —              | —              | н/д              | Remember                          |
| "Rain is Fallin" (W-inds при участии G-Dragon)                                                                                           | 2009 | N/A            | 2              | —              | н/д              | Rain Is Fallin'/Hybrid Dream      |
| "I Need A Girl" (Тхэян при участии G-Dragon)                                                                                             | 2010 | 4              | —              | 17             | - KOR: 1,876,167 | Solar                             |
| "Open the Window" (Сынни при участии G-Dragon)                                                                                           | 2011 | 68             | —              | —              | н/д              | VVIP                              |
| "Dancing on My Own" (Pixie Lott при участии G-Dragon & T.O.P)                                                                            | 2012 | 36             | —              | —              | - KOR: 342,113   | Young Foolish Happy               |
| "Blue Frog" (Psy при участии G-Dragon)                                                                                                   | 2012 | 5              | —              | 20             | - KOR: 1,155,162 | PSY 6 (Six Rules), Part 1         |
| "Bubble Butt" (Major Lazer при участии Bruno Mars, G-Dragon, T.O.P, Tyga и Mystic)                                                       | 2013 | 78             | —              | —              | - KOR: 95,848    | Free the Universe (Asian Edition) |
| "Let's Talk About Love" (Сынни при участии G-Dragon и Тхэяна)                                                                            | 2013 | 15             | —              | 9              | - KOR: 121,416   | Let's Talk About Love             |
| "Dirty Vibe" (Skrillex при участии Diplo, G-Dragon и CL)                                                                                 | 2014 | —              | —              | —              | - KOR: 69,583    | Recess                            |
| "Stay With Me" (Тхэян при участии G-Dragon)                                                                                              | 2014 | 7              | —              | 4              | - KOR: 389,779   | Rise                              |
| "Temple" (Baauer при участии M.I.A. и G-Dragon)                                                                                          | 2016 | —              | —              | —              | н/д              | Aa                                |
| "Complex" (Zion.T при участии G-Dragon)                                                                                                  | 2017 | 2              | —              | —              | - KOR: 600,193   | OO                                |
| "Palette" (IU при участии G-Dragon) | 2017 | 1              | —              | 4              | - KOR: 2,500,000 | Palette                           |
| "Fact Assault'" (PSY при участии G-Dragon)                                                                                               | 2017 | 16             | —              | —              | - KOR: 157,869   | 4X2=8                             |
| «-» обозначает релизы, которые не попали в чарты или не были выпущены в этом регионе. «*» означает, что чарта в то время не существовало |      |                |                |                |                  |                                   |

## Другие песни, попавшие в чарты
| Название | Год  | Высшие позиции в чартах | Высшие позиции в чартах | Высшие позиции в чартах | Продажи          | Альбом        |
| Название | Год  | KOR                     | KOR Hot                 | US World                | Продажи          | Альбом        |
| --- | ---- | ----------------------- | ----------------------- | ----------------------- | ---------------- | ------------- |
| "The Leaders" (при участии Тедди Пака и CL)                                                                                               | 2009 | *                       | *                       | —                       | н/д              | Heartbreaker  |
| "Hello" (при участии Sandara Park) | 2009 | *                       | *                       | —                       | н/д              | Heartbreaker  |
| "She's Gone" (при участии Kush) | 2009 | *                       | *                       | —                       | н/д              | Heartbreaker  |
| "Korean Dream" (при участии Тэяна) | 2009 | *                       | *                       | —                       | н/д              | Heartbreaker  |
| "Gossip Man" (при участии Kim Gun-mo) | 2009 | *                       | *                       | —                       | н/д              | Heartbreaker  |
| "1 Year Station" | 2009 | *                       | *                       | —                       | н/д              | Heartbreaker  |
| "Without You" (при участии Розэ из Blackpink)                                                                                             | 2012 | 10                      | 15                      | —                       | - KOR: 646,074   | One of a Kind |
| "Missing You" (при участии Kim Yoon-ah из Jaurim)                                                                                         | 2012 | 2                       | 2                       | 23                      | - KOR: 2,137,929 | One of a Kind |
| "Today" (при участии Kim Jong-wan из Nell)                                                                                                | 2012 | 17                      | 20                      | —                       | - KOR: 536,237   | One of a Kind |
| "Niliria" (при участии Missy Elliott) | 2013 | 9                       | 30                      | 8                       | - KOR: 249,862   | Coup d'Etat   |
| "Black" (при участии Дженни из Blackpink и Sky Ferreira и Park Bom)                                                                       | 2013 | 2                       | 3                       | 10                      | - KOR: 1,009,720 | Coup d'Etat   |
| "R.O.D." (при участии Lydia Paek) | 2013 | 6                       | 21                      | 16                      | - KOR: 451,926   | Coup d'Etat   |
| I Love It" (при участии Zion.T и Boys Noize)                                                                                              | 2013 | 20                      | 13                      | —                       | - KOR: 277,553   | Coup d'Etat   |
| "Shake the World" | 2013 | 25                      | 29                      | 11                      | - KOR: 213,726   | Coup d'Etat   |
| "Runaway" | 2013 | 27                      | 26                      | —                       | - KOR: 202,024   | Coup d'Etat   |
| "Niliria (G-Dragon ver.)" | 2013 | 32                      | 38                      | —                       | - KOR: 151,083   | Coup d'Etat   |
| "You Do" | 2013 | 35                      | —                       | —                       | - KOR: 108,311   | Coup d'Etat   |
| "Super Star" | 2017 | 4                       | 23                      | —                       | - KOR: 306,053   | Kwon Ji Yong  |
| "Bullshit" | 2017 | 6                       | 21                      | 10                      | - KOR: 288,051   | Kwon Ji Yong  |
| "Intro. Middle Fingers-Up" | 2017 | 15                      | 35                      | —                       | - KOR: 148,749   | Kwon Ji Yong  |
| "Outro. Divina Commedia" | 2017 | 16                      | —                       | —                       | - KOR: 154,223   | Kwon Ji Yong  |
| «-» обозначает релизы, которые не попали в чарты или не были выпущены в этом регионе. «*» означает, что чарта в то время не существовало. |      |                         |                         |                         |                  |               |

## Комментарии
1. ↑  "Kwon Ji Yong" не было разрешено попасть в чарт альбомов Gaon после его выпуска в июне 2017 года из-за корейских правил чартов, требующих, чтобы музыка располагалась в самом физическом формате. Позднее в декабре 2017 года правила были изменены и вступили в силу в январе 2018 года, когда альбом дебютировал под номером 51 в первом чарте 2018 года.
2. ↑  "Dirty Vibe" заняла 15-е место в чарте Billboard Hot Dance/Electronic Songs.
3. ↑  "Temple" заняла 36-е место в чарте Billboard Dance/Electronic Digital Songs и 26-е место в Billboard Dance/Electronic Songs.
4. ↑  В официальном корейском музыкальном чарте песня была указана за автоством "G-Dragon при участии CL", хотя в альбоме она указана как "при участии Сандары Пак".